# Mange-monde
 (juin 2024).
Si vous disposez d'ouvrages ou d'articles de référence ou si vous connaissez des sites web de qualité traitant du thème abordé ici, merci de compléter l'article en donnant les références utiles à sa vérifiabilité et en les liant à la section « Notes et références ».
Mange-monde est un recueil de nouvelles écrit par Serge Brussolo et publié en 1993,.

## Résumé
Lors d'une guerre mondiale aux conséquences apocalyptiques de nouvelles armes sont utilisées : les bombes sismiques, qui ont pour conséquence directe la destruction des continents.
L'histoire se déroule vingt ans après : le protagoniste est un artiste d'un nouveau genre, un sculpteur d'île chargé de retailler les miettes du territoire français à l'image de l'ancienne forme du pays.

## Autres
Trois nouvelles suivent ce récit dans l'édition originale, dont Funnyway.